# Botulf Botulfsson
Botulf Botulfsson (Östby, ... – Uppsala, 8 aprile 1311) è stato un eretico svedese arso sul rogo.
Il suo è l'unico caso accertato di un'esecuzione per eresia in Svezia.
Nell'autunno del 1303 il parroco di Gottröra, padre Andreas, riferì al vescovo Nils Allesson che un suo parrocchiano, il contadino Botulf Botulfsson, originario del villaggio di Östby, non credeva che il vino e il pane della comunione fossero realmente, e non soltanto simbolicamente, il sangue e il corpo di Cristo, contrariamente a quanto dogmaticamente sostenuto dalla Chiesa a partire dal 1215. Interrogato dal vescovo, Botulf confermò la circostanza ed espresse il suo pentimento, giustificandosi per non aver compreso la pericolosità dell'eresia nella quale era caduto. Condannato dal vescovo Allesson a sette anni di penitenze, solo dopo trascorso questo periodo egli avrebbe potuto ricevere nuovamente la comunione.
Sette anni dopo, nella primavera del 1310, Botulf si recò a Uppsala, dove il nuovo vescovo Nils Kettilsson lo liberò dalle penitenze. Il 19 aprile 1310 Botulf si trovò nella chiesa di Gottröra per ricevere la comunione dalle mani di padre Andreas. Alla precisa domanda di questi, però, Botulf rispose dimostrando di non aver cambiato idea sulla dottrina della transustanziazione, perché «se il pane fosse veramente il corpo di Cristo, questo sarebbe stato mangiato tutto da gran tempo», e poi mangiare il corpo di una persona non era permesso e avrebbe provocato la vendetta di Dio.
Il parroco riferì il fatto al vescovo, il quale convocò Botulf a Uppsala, che però non si presentò. Il successivo 11 novembre il vescovo Kettilsson era in visita a Närtuna, presso Gottröra, e durante la processione padre Andreas notò Botulf tra la folla. Subito arrestato e condotto dal vescovo, Botulf confermò le accuse del parroco. Fu processato a Skepptuna da Israel Erlandsson, priore dell'abbazia domenicana di Sigtuna, e tredici testimoni confermarono che Botulf sosteneva apertamente le sue opinioni sulla comunione.
Rinchiuso nel carcere vescovile di Uppsala, egli fu informato che, se non mutava opinione, sarebbe stato bruciato, ma rispose che quel fuoco sarebbe passato «dopo un breve momento». Giudicato eretico impenitente, Botulf fu bruciato sul rogo l'8 aprile 1311.